# Fender Princeton Reverb
Fender Princeton Reverb je gitarsko kombo pojačalo. Verzija Blackface proizvodila se od 1964. – 1968. godine. U svojoj suštini to je model Princeton skromne snage od 12 W, s ugrađenim modulom reverb i vibrata. Iste, 1968. godine urađene su promjene u dizajnu na ogled Silverface modela. Zatim, 1977. godine urađene su daljnje estetske promjene na kontrolnoj ploči gdje je ugrađen prednaponski otpornik, a u elektronici strujnog kruga zamijenjen je ispravljač 5ar4 s novim 5u4gb modelom. Sve kozmetičke promjene završile su 1981. godine vraćanjem na Blackface izled, a nedugo zatim i prekidom proizvodnje cijele serije. 

## Fender Princeton Reverb II
Fender Princeton Reverb II je gitarsko pojačalo koje je za korporaciju Fender dizajnirao Paul Rivera čije ime Rivera pojačala nosi cijela serija Fenderovih modela. Model Princeton Reverb II proizvodio se od 1982. – 1986. godine. To je cijevno, kombo model pojačalo snage 22 W s 1x12" zvučnikom, koji reverb i vibrato modul kontrolira uporabom podne pedale s dva prekidača.

## Reizdanja
Fender je 2008. godine ponovno pokrenuo proizvodnju klasičnih modela gitarskih pojačala iz '60-te, s modelom Blackface i Princeton Reverb modelom iz '65-te godine. Odlika izvornih Princeton cijevnih modela je raskošan, dinamičan i čist zvuk, što se nastojalo primijeniti i na reizdanja modele. Tako da modeli Blackface kao jednostavna jednokanalna pojačala imaju kvalitetan zvuk, ali samo 15 W snage, pa su stoga pogodna za sobne svirke ili manje probe. Dok je model Princeton Reverb također s 15 W snage često uporabljen i za ozbiljniji rad pri snimanju glazbenih materijala u studiju.

## Karakteristike
1. Fender Princeton Reverb, (1964. – 1971.)
- Cijevi u pretpojačalu: tri (a/k/a 12AX7)
- Cijevi u pojačalu snage: dvije 6V6GT, odrađen bias (usklađivanje napona između cijevi u pojačalu)
- Ispravljač: cijev 5AR4 (Blackface), 5u4gb (Silverface)
- Kontrolna ploča: glasnoća (volumen), ekvilajzer potovi (treble, bass), eho (reverb), kontrolu ubrzanja kruženja signala tona (speed) i objedinjena snaga (intensity)
- Snaga: 12 ili 15 W RMS
- Zvučnik: 1x10" (Jensen C10N, Jensen C10R, Oxford 10J4 ili Oxford 10L5)

2. Fender Princeton Reverb II, (1982. – 1986.)
- Cijevi u pretpojačalu: 12AT7, 7025 (/ k / 12AX7)
- Cijevi u pojačalu snage: dvije 6V6GT, odrađen bias (usklađivanje napona između cijevi u pojačalu)
- Ispravljač: solid state (elektronički sklop za promjenu napona)
- Kontrolna ploča: glasnoća (volumen lead kanala), ekvilajzer potovi (treble, bass, middle), eho (reverb), lead kanal glasnoća (lead volume), zajednički pot za jačinu glasnoće (master volume), kompresija i reguliranje viših frekvencija (presence)
- Snaga: 22 W RMS
- Zvučnik: 1x12" model Fender Blue Label, ili Eminence
- Dodatak: uporabom podne pedale s dva prekidača kontrolira se reverb i lead modul

## Vanjske poveznice
- Fender Princeton Reverb II
- Recenzija u Guitarist Magazine, rujan '84
- Fender Princeton Reverb II - Servisne informacije